# Cencerro
El cencerro es una campana pequeña y tosca, generalmente cilíndrica y hecha con chapa de cobre o hierro que se cuelga del cuello de las reses. El sonido del cencerro sirve al ganadero para identificar y localizar al animal que lo porta.  
En el norte de España, y especialmente en Cantabria, se llaman «campanos» a los cencerros que llevan las vacas, cuya boca es generalmente más estrecha que el asa, y que tienen el badajo de cuerno.
El cencerro, se le pone al macho o la hembra Alfa( el/ la que el resto de la manada tiene como líder) para identificarlo/a. Si se toma al Alfa y se lo lleva a pastar, por ejemplo, el resto de la manada lo sigue sin tener que arriarlos.